# COVID-19-Pandemie in Polen

Bestätigte Fälle von SARS-CoV-2-Infektionen:

Die COVID-19-Pandemie in Polen tritt als regionales Teilgeschehen des weltweiten Ausbruchs der Atemwegserkrankung COVID-19 auf. Das Ende 2019 neu aufgetretene Virus SARS-CoV-2 aus der Familie der Coronaviren verursachte die Pandemie. Die COVID-19-Pandemie hat sich seit Dezember 2019 von China ausgehend weltweit ausgebreitet.
Am 13. März 2020 gaben Polens Ministerpräsident Mateusz Morawiecki und Gesundheitsminister Łukasz Szumowski den Lockdown Polens und die Schließung der Grenzen bekannt; viele polnische Unternehmen waren hart davon betroffen.
Ab Mitte April wurde der Lockdown schrittweise gelockert.
Im September stieg ist die Zahl der täglichen Neuinfektionen: In der 37. Kalenderwoche (7. bis 13.) wurden 3228 Neuinfektionen registriert, in der 38. (14. bis 20.) 5088 und in der 39. (21. bis 27.) 8088. Im Oktober stiegen die Zahlen massiv an (bis auf ungefähr 30.000 registrierte Neuinfektionen an einem einzigen Tag) und im November blieben sie hoch (siehe #Statistik).
Ab Anfang 2021 verbreitete sich weltweit die ansteckendere Alpha-Variante; zugleich begann die Impfkampagne gegen COVID. In der zweiten Märzhälfte 2021 registrierte Polen mehrfach mehr als 30.000 Coronafälle an einem einzigen Tag; im gesamten März waren es über 600.000 (siehe unten). Ein Lockdown wurde begonnen und von April bis Juni 2021 stufenweise gelockert.
Im Sommer 2021 verbreitete sich weltweit die ansteckendere Delta-Variante. Seit Ende September 2021 ist die Zahl der Neuinfektionen stark gestiegen (vierte Welle). Seit Ende November 2021 verbreitet sich die noch ansteckendere Omikron-Variante. Am 28. Dezember 2021 wurden 794 COVID-Tote und 15.571 Neuinfektionen registriert.
In Polen sind 59,9 % der Einwohner vollständig geimpft (Stand: 15. Januar 2023).

## Verlauf

Anzahl der bestätigten Infektionen (blau) und Todesfälle (rot) nach Angaben der WHO.

Am 4. März 2020 wurde der erste Fall einer COVID-19-Erkrankung in Polen bestätigt. Der Patient wurde auf der Isolierstation des Klinikums in Zielona Góra behandelt. Er gab an, zuvor in Nordrhein-Westfalen den Karneval besucht zu haben. Am 12. März 2020 wurde der erste COVID-Tote registriert.
Am 6. und 7. Juni wurden in ganz Polen 576 und 575 neue COVID-Fälle registriert; der Schwerpunkt lag in der vom Bergbau geprägten Region Schlesien (Oberschlesisches Industriegebiet, dem zweitgrößten Ballungsraum Polens). Zwölf Bergwerke (zehn des PGG-Konzerns und zwei des Unternehmens Jastrzębska Spółka Węglowa) wurden deshalb für drei Wochen geschlossen.
Am 4. Oktober zählte Polen über 100.000 COVID-Infizierte. Am 2. Dezember 2020 war es etwa eine Million – eine Verzehnfachung in 59 Tagen (pro Tag durchschnittlich plus 4 %).

## Reaktionen und Maßnahmen von Politik und Wissenschaft

### Ordnungsrechtliche Maßnahmen

#### Maßnahmen ab März 2020
Am 9. März 2020 gab der polnische Ministerpräsident Mateusz Morawiecki bekannt, an den Grenzübergängen der Hauptverkehrsachsen Gesundheitskontrollen einzuführen.
Morawiecki verkündete am 11. März 2020 zudem, dass der Unterricht in den Schulen in Polen zunächst vom 12. März bis zum 25. März 2020 ausgesetzt würde; gleichzeitig würden Kindergärten und Krippen geschlossen. Die ersten zwei Tage galten dabei als Übergangsfrist, in der Kinder und Jugendliche zwar betreut, jedoch nicht unterrichtet wurden. Auch die staatlichen und privaten Universitäten und Fachhochschulen wurden geschlossen.
Der polnische Gesundheitsminister Łukasz Szumowski erließ am 13. März 2020 eine Verordnung, die im Wesentlichen folgende Maßnahmen umfasste:
- Einstellung des grenzüberschreitenden Personenflug- und Zugverkehrs ab dem 15. März 2020 (Güterverkehre waren nicht betroffen)
- Schließung der polnischen Grenzen für Ausländer ab 15. März 2020 (polnische Staatsbürger und Inhaber einer Aufenthalts- oder Arbeitserlaubnis sind nicht betroffen)
- verpflichtende 14-tägige Quarantäne für aus dem Ausland einreisende polnische Staatsbürger ab 15. März 2020

Darüber hinaus wurden am 13. März 2020 Einschränkungen für bestimmte Unternehmen angekündigt: Restaurants, Cafés und Bars durften Speisen zwar weiterhin verkaufen, der Verzehr vor Ort wurde allerdings untersagt. Einschränkungen gab es auch für Einkaufszentren: In diesen durften nur Apotheken, Lebensmittelgeschäfte, Drogerien und Wäschereien geöffnet bleiben. Alle öffentlichen, staatlichen und religiösen Versammlungen mit mehr als 50 Teilnehmern wurden untersagt. Zugleich wurden auch alle Fitnessstudios, Schwimmbäder, Saunen, Diskotheken, Sportvereine, Museen, Bibliotheken, Spielhallen und Kinos geschlossen.
Am 20. März 2020 rief die Regierung den Epidemiezustand aus (zuvor befand sich das Land seit dem 14. März 2020 im Zustand der Epidemiegefahr (polnisch Stan zagrożenia epidemicznego)). Dadurch erhält die Regierung die Befugnis, Verordnungen zu erlassen, welche
- die Bewegungsfreiheit der Bürger zeitweilig einschränken
- den Verkehr oder Gebrauch bestimmter Gegenstände und Lebensmittel zeitweilig einschränken oder verbieten
- den Betrieb in bestimmten Einrichtungen und Arbeitsstätten zeitweilig einschränken
- Veranstaltungen und öffentliche Versammlungen verbieten
- Hygienemaßnahmen anordnen, sofern deren Umsetzung auf den Betrieb bestimmter Produktions-, Dienstleistungs-, Handels- oder sonstiger Einrichtung bezieht
- die Bereitstellung von Immobilien, Räumlichkeiten, Grundstücken und Transportmitteln zum Zwecke der Epidemieabwehr anordnen
- verpflichtende Schutzimpfungen für bestimmte Personengruppen anordnen.

Die Rechtsgrundlage hierfür bildet das Gesetz zur Prävention und Bekämpfung von Infektionen und Infektionskrankheiten beim Menschen (polnisch Ustawa o zapobieganiu oraz zwalczaniu zakażeń i chorób zakaźnych u ludzi).
Zugleich wurden weitere Maßnahmen beschlossen, etwa die Erhöhung der Strafe beim unerlaubten Verlassen einer angeordneten Quarantäne von 5.000 auf 30.000 Złoty. Schulen und Universitäten wurden angewiesen, Unterricht per E-Learning durchzuführen; die bereits zuvor bis zum 25. März 2020 angeordnete Schließung dieser Einrichtungen wurde bis zum 10. April 2020 verlängert. Darüber hinaus wurden 19 Krankenhäuser zu Spezialkrankenhäusern für Infektionskrankheiten erklärt. Diese sollen ausschließlich Patienten mit Verdacht auf eine SARS-CoV-2-Infektion behandeln.
Am 24. März 2020 gab die Regierung die Einführung weiterer Maßnahmen bekannt, darunter Einschränkungen der individuellen Bewegungsfreiheit; erlaubt sind fortan lediglich Wege von und zur Arbeitsstelle, zur (freiwilligen) Unterstützung Hilfsbedürftiger und zur Erledigung notwendiger Tätigkeiten des täglichen Lebens. In der Öffentlichkeit wurden Gruppengrößen von mehr als zwei Personen untersagt, es sei denn es handelt sich um Familienangehörige. Für öffentliche Verkehrsmittel wurde eine Maximalbelegung von 50 % der Sitzplatzkapazität angeordnet. Jegliche Art von Versammlungen, Treffen, Veranstaltungen und sonstigen Zusammenkünften wurde untersagt. Eine Ausnahme bilden weiterhin religiöse Veranstaltungen; diese sind jedoch auf maximal fünf Teilnehmer beschränkt. Arbeitsstätten sind von diesem Versammlungsverbot ausgeschlossen
Am 31. März 2020 gab die Regierung eine umfangreiche Liste weiterer, ab dem 1. April 2020 gültiger, Maßnahmen bekannt:
- In Geschäften wird die Höchstzahl der Kunden auf das Dreifache der Anzahl an Kassen beschränkt
- Auf Märkten, Messen, Ständen und Basaren wurde die Höchstzahl anwesender Personen auf das Dreifache der Anzahl an Verkaufspunkten beschränkt
- In Postämtern wurde die Höchstzahl anwesender Personen auf das Doppelte der Anzahl der Schalter beschränkt
- Baumärkte müssen an Wochenenden geschlossen bleiben
- Ab 2. April 2020 müssen alle Kunden in Geschäften Einmalhandschuhe tragen
- Zwischen 10:00 und 12:00 Uhr dürfen Geschäfte und Dienstleistungsbetriebe ausschließlich Personen im Alter über 65 Jahren bedienen. Ausnahmen bilden Tankstellen (durchgängig für jedermann geöffnet) und Apotheken (zwischen 10:00 und 12:00 Uhr auch für Personen im Alter unter 65 Jahren geöffnet, sofern eine das Leben oder die Gesundheit des Kunden unmittelbar bedrohende Situation vorliegt).
- Schließung aller Hotels und sonstigen Unterkünfte (Ausnahmen bestehen für Personen in Isolation oder Quarantäne, medizinisches Personal, Personen auf Dienstreisen und Montage sowie Personen, deren Aufenthalt vor dem 31. März 2020 begonnen hat)
- Ausdehnung der verpflichtenden Quarantäne auf alle Personen, die in einem Haushalt mit einer Person leben, die sich bereits in Quarantäne befindet
- Schließung aller Friseurgeschäfte, Schönheitssalons, Tattoo- und Piercingstudios
- Aussetzung aller Rehabilitationsbehandlungen und Massagen (Ausnahmen bestehen, sofern die Maßnahme für die Gesundheit des Patienten unbedingt erforderlich ist)
- Verbot des Aufenthalts in der Öffentlichkeit für Kinder und Jugendliche bis zur Vollendung des 18. Lebensjahres sofern sie nicht von einem Elternteil oder Erziehungsberechtigten beaufsichtigt werden
- Schließung aller Strände und öffentlichen Grünflächen, Parks, Promenaden, Boulevards, botanischen und zoologischen Gärten sowie Verbot der Benutzung von ausleihbaren Stadträdern
- Verpflichtender Mindestabstand von zwei Metern zwischen Fußgängern (Ausnahmen bestehen für Eltern mit pflegebedürftigen Kindern bis zum 13. Lebensjahr, Menschen mit Behinderung und deren Betreuer sowie Personen mit eingeschränkter Mobilität)
- Grundsätzliche Anordnung von Telearbeit für die Beschäftigten aller öffentlichen Einrichtungen (Ausnahmen bestehen in Fällen, in denen die Erledigung der wesentlichen Aufgaben in Telearbeit nicht sichergestellt werden kann)
- Begrenzung der Höchstzahl an Fahrgästen auf 50 % der Sitzplatzkapazität in allen Verkehrsmitteln mit mehr als neun Sitzen (d. h. auch in nichtöffentlichen Verkehrsmitteln) ab 2. April 2020
- Verpflichtung von Maßnahmen zum Arbeitnehmerschutz für alle Unternehmen ab 2. April 2020 (Verwendung von Einweghandschuhen oder Bereitstellung von Desinfektionsmitteln, Mindestabstand zweiter Arbeitsplätze von 1,5 m; Ausnahmen sind zulässig, wenn die objektiven Gegebenheiten die Einhaltung des Abstandes unmöglich machen, etwa in Produktionslinien, in diesen Fällen muss der Arbeitgeber geeignete Schutzausrüstung zur Verfügung stellen)

Am 9. April 2020 verkündete die Regierung, dass ab dem 16. April 2020 das Tragen eines Mund-Nasen-Schutzes in der Öffentlichkeit verpflichtend sei. Gesundheitsminister Łukasz Szumowski stellte später klar, dass das Gesicht statt mit einem Mund-Nasen-Schutz auch mit anderen geeigneten Mitteln, etwa einem Schal oder einem Tuch bedeckt werden könne.
Die bereits zuvor erlassenen Reisebeschränkungen (Grenzkontrollen etc.) wurden am 13. Mai 2020 bis zum 12. Juni 2020 verlängert.

### Lockerung der Maßnahmen von April bis Juni 2020
Am 16. April 2020 gab die Regierung bekannt, die zuvor angeordneten Maßnahmen in vier Schritten lockern zu wollen.

#### Einzelhandel, religiöse Einrichtungen, Parks und Wälder
Im ersten Schritt, der ab dem 20. April 2020 stattfand, galten folgende Maßnahmen:
- Erhöhung der Höchstzahl von Kunden in Geschäften auf das Vierfache der Kassenzahl bei Geschäften unter 100 m² Verkaufsfläche; in größeren Geschäften auf einen Kunden pro 15 m² Verkaufsfläche
- Wiedereröffnung von Parks und Wäldern zu Erholungszwecken (die Abstandsregeln bleiben jedoch in Kraft)
- Erhöhung der Höchstzahl von Teilnehmern an der Heiligen Messe und anderen religiösen Veranstaltungen auf eine Person pro 15 m² Fläche der Glaubenseinrichtung
- Aufhebung der Ausgangssperre für Jugendliche über 13 Jahren (jüngere Kinder dürfen sich weiterhin nur unter Aufsicht eines Elternteils oder einer Erziehungsperson in der Öffentlichkeit aufhalten)

Im zweiten Schritt sollte darüber hinaus gelten:
- Wiedereröffnung von Baumärkten an Wochenenden
- Wiedereröffnung von Hotels und anderen Unterkünften
- Wiedereröffnung bestimmter kultureller Einrichtungen: Bibliotheken, Museen und Kunstgalerien

Im dritten Schritt:
- Wiedereröffnung von Friseursalons und Kosmetikstudios
- Wiedereröffnung von Geschäften in Einkaufszentren (mit Einschränkungen)
- Wiederaufnahme des Vor-Ort-Verzehrs in Gastronomiebetrieben (mit Einschränkungen)
- Zulassung sportlicher Veranstaltungen bis 50 Personen außerhalb geschlossener Räume und ohne Publikum
- Wiederaufnahme der Kinderbetreuung in Krippen und Kindergärten sowie des Unterrichts in den Schulklassen 1 bis 3 (mit Begrenzung der Anzahl von Kindern im Raum)

Im vierten Schritt:
- Wiedereröffnung von Massagestudios und Solarien
- Wiedereröffnung von Fitnessstudios und Sportvereinen
- Wiedereröffnung von Theatern und Kinos (mit erhöhten Hygieneanforderungen)

#### Schulen und Hochschulen
Am 24. April gab die Regierung bekannt, die mit dem deutschen Abitur vergleichbaren Prüfungen zur Erlangung der Hochschulreife („egzaminy maturalne“) im Zeitraum vom 8. bis zum 29. Juni 2020 sowie die Abschlussprüfungen der in Polen achtjährigen Grundschule („egzaminy ósmoklasiste“) vom 16. bis zum 18. Juni 2020 abhalten zu wollen.
Mündliche Prüfungen sollten dabei nicht stattfinden. Der Bewerbungsprozess der Hochschulen und Universitäten sollte modifiziert werden, sodass die neuen Matura-Termine keinen Hinderungsgrund für die Aufnahme eines Studiums darstellen. Der Forschungsbetrieb an den Hochschulen und Universitäten bleibt ohne Einschränkung.
Zudem wurde die Schließung der Schulen, Kindergärten und Krippen bis zum 24. Mai 2020 verlängert.

#### Sporteinrichtungen unter freiem Himmel
Am 25. April wurde die Wiedereröffnung ausgewählter sportlicher Einrichtungen (außerhalb geschlossener Räume) bekanntgegeben:
- Stadien, Spielplätze, Einrichtungen für den Motor- und Luftsport, Golfplätze, Pferdesportanlagen, Schießstände, Kartbahnen sowie Skate- und Rollschuhbahnen dürfen ab dem 4. Mai für jeweils maximal 6 Personen wieder geöffnet werden.
- Wassersport-Einrichtungen sind auf zwei Personen beschränkt
- Tennisplätze sind auf vier Personen beschränkt.

Dabei gelten verschärfte Hygienemaßnahmen (Abstandsregeln, Bedeckung der Mund- und Nasenpartie beim Betreten und Verlassen der Einrichtung, Beschränkung der maximalen Anzahl anwesender Personen, Anmeldung bei der Verwaltung der jeweiligen Einrichtung, Schließung aller Umkleideräume und sanitären Einrichtungen mit Ausnahme der Toiletten, Desinfektion der Sportgeräte nach jeder Benutzung, verpflichtende Händedesinfektion beim Betreten und Verlassen der Einrichtung, Verwendung eigener Trainingsausrüstung bzw. Desinfektion nach jeder Benutzung).
Zugleich wurden die folgenden Schritte definiert, deren genaue Terminierung jedoch zunächst offen blieb:
- Zunächst Wiedereröffnung von Sporthallen für Gruppen bis 6 Personen, Gruppentraining für Berufssportler, Wiedereröffnung weiterer Sporteinrichtungen für Berufssportler und olympische Athleten
- Zu einem späteren Zeitpunkt Wiedereröffnung von Fitnessstudios und Tanzclubs; Einrichtungen für Tischtennis, Squash und Badminton; Schmimmbäder und Turnhallen, Trampolin- und Skateparks, Kletterwände usw. sowie Sportveranstaltungen unter freiem Himmel für Gruppen bis zu 50 Personen unter Ausschluss der Öffentlichkeit

Auch für diese weiteren Schritte sollen verschärfte Hygienemaßnahmen gelten (s. o.).
Der Spielbetrieb in der Fußballliga Ekstraklasa soll zwischen dem 29. und dem 31. Mai 2020 wiederaufgenommen werden; jener der Speedway Ekstraliga ab 12. Juni 2020.

#### Beherbergungsbetriebe, kulturelle Einrichtungen, Kindergärten
Am 29. April 2020 gab die Regierung weitere Lockerungsmaßnahmen bekannt:
- Ab dem 4. Mai dürfen Einzelhandelsgeschäfte und Einkaufszentren mit mehr als 2000 m² Verkaufsfläche wieder geöffnet werden; allerdings gilt hierbei eine Beschränkung auf eine Person pro 15 m² Verkaufsfläche. Baumärkte dürfen an Wochenenden wieder geöffnet werden. Fitnessstudios, sonstige Erholungseinrichtungen (etwa Spielplätze) bleiben weiterhin auch dann geschlossen, auch wenn sich diese innerhalb eines Einkaufszentrums befinden. Gleiches gilt für den Vor-Ort-Verzehr in Gastronomiebetrieben.
- Zeitgleich dürfen Hotels und sonstige Unterkünfte wieder geöffnet werden; hoteleigene Fitnesscenter, Restaurants und Schwimmbäder müssen jedoch geschlossen bleiben. Hotelrestaurants dürfen Speisen zubereiten, sofern diese von Hotelgästen auf deren Zimmern konsumiert werden.
- Das grundsätzliche Öffnungsverbot für Bibliotheken, Museen, Archive und andere Kultureinrichtungen wird aufgehoben. Über den konkreten Wiedereröffnungstermin sollen die Leiter der jeweiligen Einrichtungen in Abstimmung mit den kommunalen Behörden entscheiden.
- Rehabilitationseinrichtungen dürfen wieder geöffnet werden (Massagesalons bleiben geschlossen)
- Kindergärten und Krippen dürfen ab dem 6. Mai 2020 wieder geöffnet werden.

#### Gastronomie, Sporthallen, Bildungs- und Betreuungseinrichtungen
Am 13. Mai 2020 gab die Regierung die folgenden weiteren Lockerungen bekannt, die schrittweise ab dem 18. Mai 2020 Anwendung finden sollen:
- Wiedereröffnung von Friseursalons und Kosmetikstudios (nach vorheriger Terminvereinbarung – das Warten der Kunden im Geschäft ist nicht zulässig; das Tragen von Gesichtsmasken ist erforderlich, sofern dies nicht durch die Art der Behandlung unmöglich ist)
- Vor-Ort-Verzehr in Restaurants, Cafés, Bars sowie in den Food-Courts von Einkaufszentren (maximal eine Person pro 4 m², verpflichtende Desinfektion der Tische nach jeder Benutzung, Mindestabstand von 2 m zwischen Tischen, Mindestabstand von 1,5 m zwischen getrennt sitzenden Gästen, verpflichtendes Tragen von Mund-Nasen-Schutz und Einmalhandschuhen für Angestellte in Küche und Service (Gäste dürfen ihre Masken abnehmen, sobald sie am Tisch sitzen))
- Erlaubnis zum Aufenthalt in der Öffentlichkeit ohne Aufsichtsperson für Kinder unter 13 Jahren
- Erhöhung der Höchstzahl an Fahrgästen in öffentlichen Verkehrsmitteln auf bis zu 50 % der Sitzplätze bzw. 30 % der Steh- und Sitzplätze
- Erhöhung der maximalen Teilnehmerzahl an religiösen Veranstaltungen auf 1 Person pro 10 m²
- Erhöhung der maximalen Anzahl an Personen in Sporteinrichtungen in Stadien, Bolzplätzen, Skateparks etc. (jeweils 14 Personen + 2 Trainer), Fußballplätzen (22 Spieler + 4 Trainer auf einem Vollfeld, bzw. je 16 Spieler + 3 Trainer pro Halbfeld, solange die Halbfelder durch einen mindestens 5 m breiten Bereich voneinander getrennt werden)
- Wiedereröffnung von Sporthallen (bis 300 m²: maximal 12 Personen + 1 Trainer; bis 800 m²: maximal 16 Personen + 2 Trainer; bis 1000 m²: maximal 24 Personen + 2 Trainer; ab 1000 m²: maximal 32 Personen + 3 Trainer). Umkleideräume und sanitäre Einrichtungen mit Ausnahme der Toiletten müssen geschlossen bleiben.
- Wiederaufnahme des Betriebs von Open-Air-Kinos (einschl. Autokinos), an Filmsets, Wiederaufnahme von Audio- und Videoaufzeichnungen in kulturellen Einrichtungen, des Einzelunterrichts an Kunsthochschulen, sowie des Übens und Probens von Musikern
- Wiederaufnahme von Kursen und praktischem Unterricht in weiterführenden Schulen und Förderschulen und Wiedereröffnungen von Bildungs- und Betreuungseinrichtungen, wie bspw. Jugendherbergen sowie Sport- und Gemeindezentren
- Ab 25. Mai 2020: Wiederaufnahme von Betreuungs- und Erziehungsangeboten für Schüler der ersten bis dritten Klasse; Ermöglichung von Besprechungen von Schülern der Abiturklassen und Abschlussklassen der achtjährigen Grundschule mit ihren Lehrern vor Ort (einzeln oder in Kleingruppen); Wiederaufnahme von Lehrveranstaltungen für Studierende der Abschlussjahrgänge an Universitäten und Hochschulen (sofern diese nicht bspw. als Televorlesung abgehalten werden können)
- Ab 1. Juni 2020: Ermöglichung von Besprechungen der verbleibenden Schüler mit ihren Lehrern

#### Quarantäne nach Grenzübertritt
Am 16. Mai beschloss die Regierung, die verpflichtende Quarantäne für über eine EU-Binnengrenze ins Land Eingereiste aufzuheben, solange die Einreise beruflich oder geschäftlich veranlasst ist. Gleiches gilt für Einreisende aus der Schweiz und dem Vereinigten Königreich.

### Öffnung der Grenzen
Die polnische Regierung teilte am 10. Juni mit, dass die Grenze zu Deutschland in der Nacht vom 12. auf den 13. Juni wieder geöffnet wird.

### Präsidentschaftswahl
Wenige Tage vor der auf den 10. Mai 2020 angesetzten Präsidentschaftswahl in Polen wurde diese auf unbestimmte Zeit verschoben. Sie fand am 28. Juni und 12. Juli 2020 statt; Amtsinhaber Andrzej Duda gewann sie knapp.

### Reaktionen von Wirtschaftsunternehmen
Das polnische Pharmaunternehmen Celon Pharma gab am 17. März 2020 bekannt, dass es ein Forschungsprogramm gestartet hat, um ein Medikament gegen COVID-19 zu finden.
Das polnische Unternehmen Scope Fluidics gab im März 2020 bekannt, dass es an einem ultraschnellen molekularen Test auf SARS-CoV-2 arbeitet, der in Flughäfen, Bahnhöfen u. ä. Orten Anwendung finden soll.
Am 14. April 2020 landete der erste von zwei Hilfsgütertransporten aus China mit dem weltgrößten Frachtflugzeug Antonow An-225 in Polen.
Das polnische Unternehmen Adamed begann im März 2020 damit, das Medikament Arechin rund um die Uhr herzustellen. Der Einsatz solcher Chloroquin-Präparate ist jedoch umstritten (siehe Chloroquin#COVID-19 und Hydroxychloroquin#COVID-19).

#### Maßnahmen ab Oktober 2020
Für Ende Oktober 2020 wurde eine Verschärfung der zuvor gelockerten Maßnahmen aufgrund des Anstiegs der Infektionszahlen angekündigt. Für mindestens zwei Wochen gilt seit dem 24. Oktober, dass Versammlungen mit mehr als fünf Personen verboten sind und Restaurants geschlossen bleiben. Für alle Schüler ab der vierten Klasse wurde Fernunterricht per Computer verordnet. Kinder und Jugendliche bis 16 Jahren dürfen das Haus oder die Wohnung tagsüber zwischen 8 Uhr und 16 Uhr nur noch in Begleitung eines Erwachsenen verlassen. In Hochrisiko-Gebieten sind Hochzeiten verboten. Am 7. November 2020 traten weitere Einschränkungen des öffentlichen Lebens in Kraft: Kinos, Theater und Museen wurden geschlossen. Alle Schulen stellten auf Fernunterricht um. Polens Gesundheitsminister Adam Niedzielski kündigte am 17. Dezember 2020 für die Zeit vom 28. Dezember bis zum 17. Januar einen Lockdown inklusive Schließung der Hotels und Skipisten und für Silvester eine Ausgangssperre von 19.00 Uhr bis 06.00 Uhr an. Die Chance, dass die Schüler ab der vierten Klasse am 18. Januar 2021 wieder in den Unterricht zurückkehren, bewertete Niedzielski als „sehr gering“. Am 12. Februar 2021 wurden Hotels und Skigebiete für eine Testphase von zwei Wochen wieder geöffnet.

#### Maßnahmen ab März 2021
Weil etwa drei Viertel der verfügbaren COVID-Betten und der Beatmungsgeräte belegt waren, kündigte Adam Niedzielski am 17. März 2021 einen Lockdown für ganz Polen an, der ab 20. März für zunächst drei Wochen galt. Kinos, Theater, Museen, Schwimmbäder und Sportstätten wurden geschlossen. Hotels durften nur Dienstreisende aufnehmen. Der Schulunterricht wurde für alle Schüler auf Distanzunterricht umgestellt. Überall in der Öffentlichkeit galt die Maskenpflicht, wobei nur medizinische Masken zugelassen waren. Ab dem 27. März 2021 waren auch Kindertagesstätten, Friseure und Baumärkte geschlossen.
Die 7-Tage-Inzidenz betrug am 28. März 2021 508,5 pro 100.000 Einwohner. 80 Prozent waren inzwischen von der Alpha-Variante verursacht.

## Statistik
Die Fallzahlen entwickelten sich während der COVID-19-Pandemie in Polen wie folgt:

### Infektionen

Bestätigte Infizierte in Polen nach Daten der WHO. Oben kumuliert, unten Tageswerte

### Todesfälle

Bestätigte Todesfälle in Polen nach Daten der WHO. Oben kumuliert, unten Tageswerte